# Begravningsbana

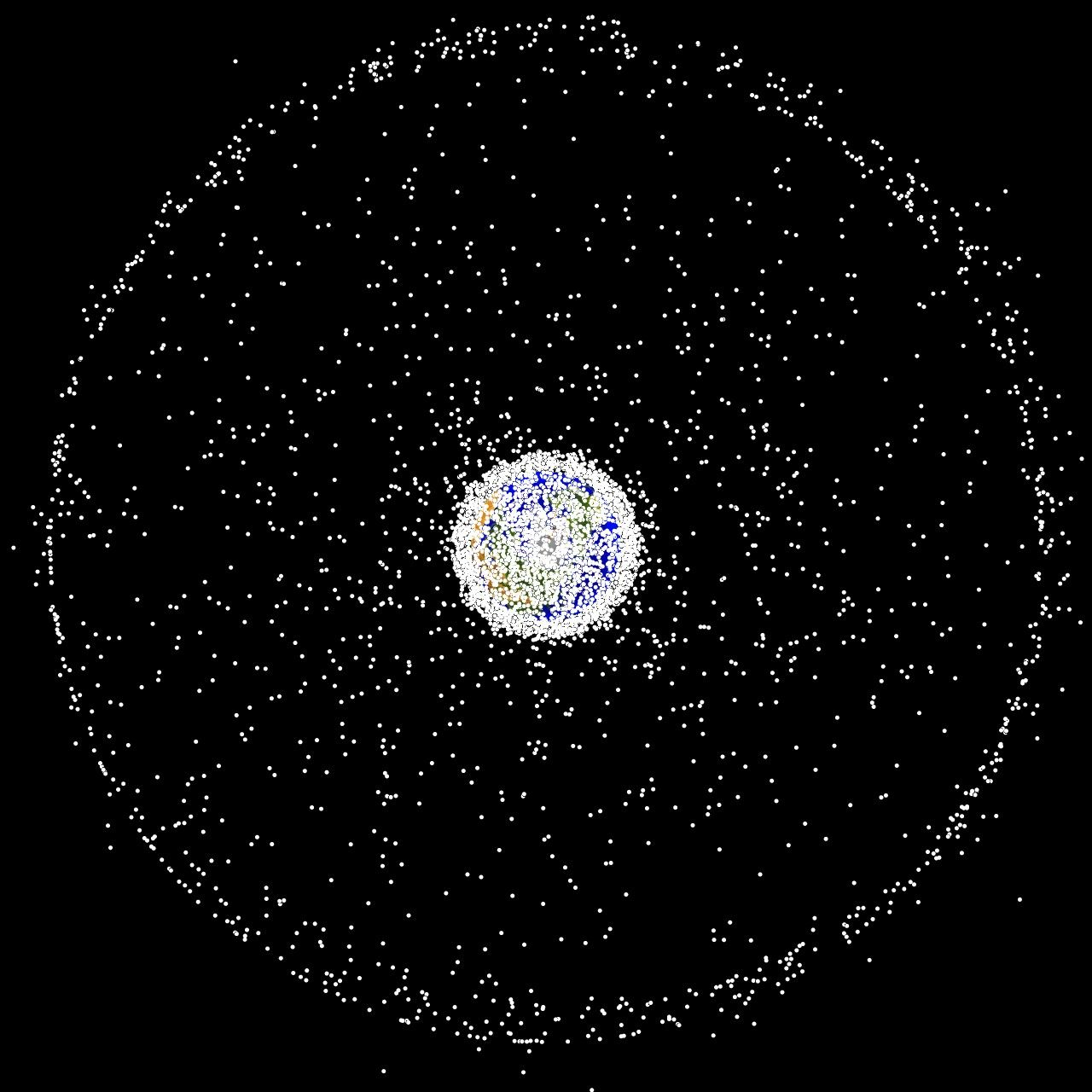
Kända positioner för rymdskrot

En begravningsbana (från engelskans Graveyard orbit) är en omloppsbana kring jorden i vilken vissa satelliter placeras när de inte längre används.
Den geostationära banan är unik och eftertraktad. Med tiden riskerar antalet satelliter i denna bana att bli så stort att inbördes kollisioner gör banan oanvändbar. Några av de främsta rymdorganisationerna i världen har därför kommit överens om att geostationära satelliter som närmar sig slutet på sin tjänstgöring skall placeras strax utanför geostationär bana, så att de inte längre utgör ett hot för satelliter i drift. De tillåtna banorna kallas begravningsbanor och används när hastighetsförändringen för att nå jordatmosfären är för stor. Att skicka ned en satellit från geostationär omloppsbana kräver en hastighetsförändring delta-v på omkring 1500 m/s, men att skicka upp satelliten till begravningsbana kräver ett delta-v på bara omkring 11 m/s.
För satelliter i låg omloppsbana är det inte aktuellt med begravningsbanor. För dessa utgör istället jordatmosfären den naturliga begravningsplatsen.